# Шу-Ейб Волтерс
Шу-Ейб Волтерс (англ. Shu-Aib Walters; нар. 26 грудня 1981, Кейптаун) — південноафриканський футболіст, воротар «Блумфонтейн Селтік» та національної збірної ПАР.

## Клубна кар'єра
Шу-Ейб Волтерс виступав виступав за місцеві команди Кейптауна, а згодом його запросили до клубу «Васко-да-Гама» з другого дивізіону, але залишився надалі в клубі він не зміг, тому продовжив виступи в інших клубах південно-африканській футбольній лізі (National Soccer League (NSL)) — «Блумфонтейн Селтік» та в оренді в «Маріцбург Юнайтед».
Учасник фінальної частини 19-го Чемпіонату світу з футболу 2010 в Південно-Африканській Республіці.